# Conferința de la Londra (februarie 1920)
Conferința de la Londra, (12 – 24 februarie 1920), la care au participat lideri politici din Regatul Unit, Franța și Italia, a fost convocată pentru discutarea împărțirii Imperiului Otoman și negocierea clauzelor care aveau să fie introduse în cadrul tratatului de la Sèvres. Lucrările au fost conduse de premierul Regatului Unit David Lloyd George, de cel al Franței Alexandre Millerand și de cel italian Francesco Saverio Nitti  și au dus la o înțelegere, care va forma baza negocierilor de la San Remo. 

## Administrația militară a Constantinopolului
Vedeți și: Ocuparea Constantinopolului 
După semnarea armistițiului de la Mudros, puterile aliate au înființat o administrație militară a capitalei Imperiului Otoman  pe 13 noiembrie 1918, dar în acel moment nu au dizolvat guvernul imperial și nu au forțat abdicarea sultanului. Principalul punct al discuțiilor de la Londra a fost limitarea puterilor sultanului otoman (Vedeți și: Califatul Otoman) și cum să i se restricționeze acestuia libertatea de mișcare. De asemenea, au fost discutate problemele efectivelor armatei otomane și controlului asupra strâmtorilor Bosfor și Dardanele. 
Delegații la conferință au căutat să asigure o balanță dintre capacitatea sultanului să controleze Califatul, fără să i se permită să modifice cursul aranjamentelor de pace. De asemenea, aceștia au fost informați constant cu privire la acțiunile Mișcării Khilafat, care milita pentru protejarea poziției Califatului. 
Deputații noului parlament otoman, aleși după semnarea armistițiului, au adopta în ședința din 12 februarie 1920 așa numitul „(Pact Național”, care era practic o declarație de independență. Mișcarea Khilafat a încercat să influențeze guvernul britanic să mențină și să apere califatul și integritatea imperiului. În ciuda faptului că această mișcare avea un caracter predominant musulman, ea a devenit parte a largii mișcări pentru independența Indiei. Conferința a hotărât să întreprindă acțiuni concrete împotriva mișcării pentru independența Turciei și a decis să schimbe ocupația „de facto” a Constantinopolului cu una „ de jure”.

## Tratatul de la Sèvres
“În tratatul de la Sèvres, schițat de Conferința de la Londra, finalizat de Conferința de la San Remo și semnat de guvernul otoman în orașul francez  Sèvres pe 10 august 1920, puterea mandatară pentru Palestina a primit și responsabilitatea „punerii în practică a declarației făcute inițial pe 2 noiembrie 1917 de către guvernul britanic și adoptată de puterile aliate în favoarea fondării în Palestina a căminului național pentru poporul evreu” .